# Khyati
Khyati je lik iz hinduističke mitologije; kći boga Dakshe (दक्ष) i njegove supruge Prasuti te unuka velikog boga Brahme. Njezino ime znači „slava”. Sestra joj je Sati, prva supruga Šive.
Udala se za mudraca Bhrigua, kojem je rodila dvojicu sinova, čija su imena Dhata i Vidhata, dok je njihova kći Lakšmi (Šri), žena boga Višnua.